# King George Bay

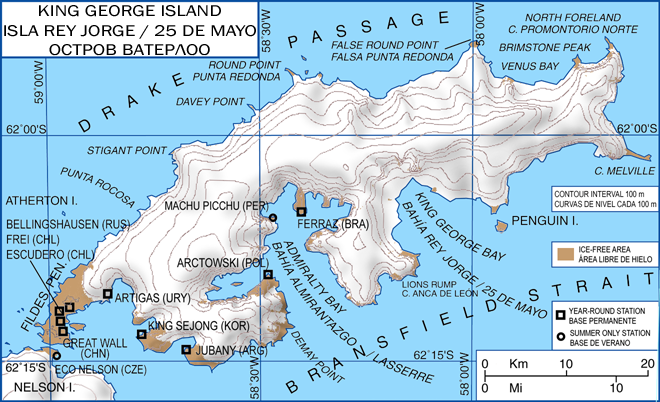
Karta över King George Island

King George Bay är en vik på sydsidan av King George Island i Antarktis. Argentina, Chile och Storbritannien gör anspråk på området.